# Grijze zeevinger
De grijze zeevinger (Alcyonidium condylocinereum) is een mosdiertjessoort uit de familie van de Alcyonidiidae. De wetenschappelijke naam van de soort is voor het eerst geldig gepubliceerd in 2004 door Porter.
Voorkomend in Het Kanaal, rond Ierland, in het kanaal van Bristol, voor de Belgische zeekust, in de Waddenzee (sinds 2013) en in de Oosterschelde sinds 2019.

## Beschrijving
De grijze zeevinger vormt een grijze rechtopstaande kolonie van zoïden met een geleiachtige structuur en knobbelige vormen. De knobbels zijn ongeveer 0,5 mm groot en steken ongeveer 2,3 mm boven het oppervlak uit. De kolonie bezit een centrale kolom waaruit vertakkingen groeien in vaste intervallen. Halverwege vertakt de kolonie in twee aparte takken, vanuit beide takken verdere vertakkingen komen. De zoïden hebben 18-19 tentakels (de lofofoor) waarmee het voedsel uit het water filtert. De grijze zeevinger lijkt op de bruine zeevinger (Alcyonidium diaphanum) die bruin/honing-bruin van kleur is.  